# Lantian, Anhui
Lantian (kinesiska: 兰田, 兰田镇) är en köping i östra Kina. Den ligger i Xiuning härad i staden Huangshan i provinsen Anhui, omkring 230 kilometer söder om provinshuvudstaden Hefei. Antalet invånare är 10 964. Befolkningen består av 5 294 kvinnor och 5 670 män. Barn under 15 år utgör 10,0 %, vuxna 15-64 år 78 %, och äldre över 65 år 11,0 %.